# Горянско
Горянско (словен. Gorjansko) — поселення в общині Комен, Регіон Обално-крашка, Словенія. Висота над рівнем моря: 198 м.